# Ліщинівка (станція)
Ліщи́нівка — проміжна залізнична станція 4-го класу Полтавської дирекції Південної залізниці. Розташована в селищі Білики Полтавського району Полтавської області.

## Історія
Станція Ліщинівка відкрита у 1870-х роках, одночасно з прокладанням залізничної лінії Харків — Кременчук. Назва станції походить від однойменного села, яке наразі є частиною селища Білики.

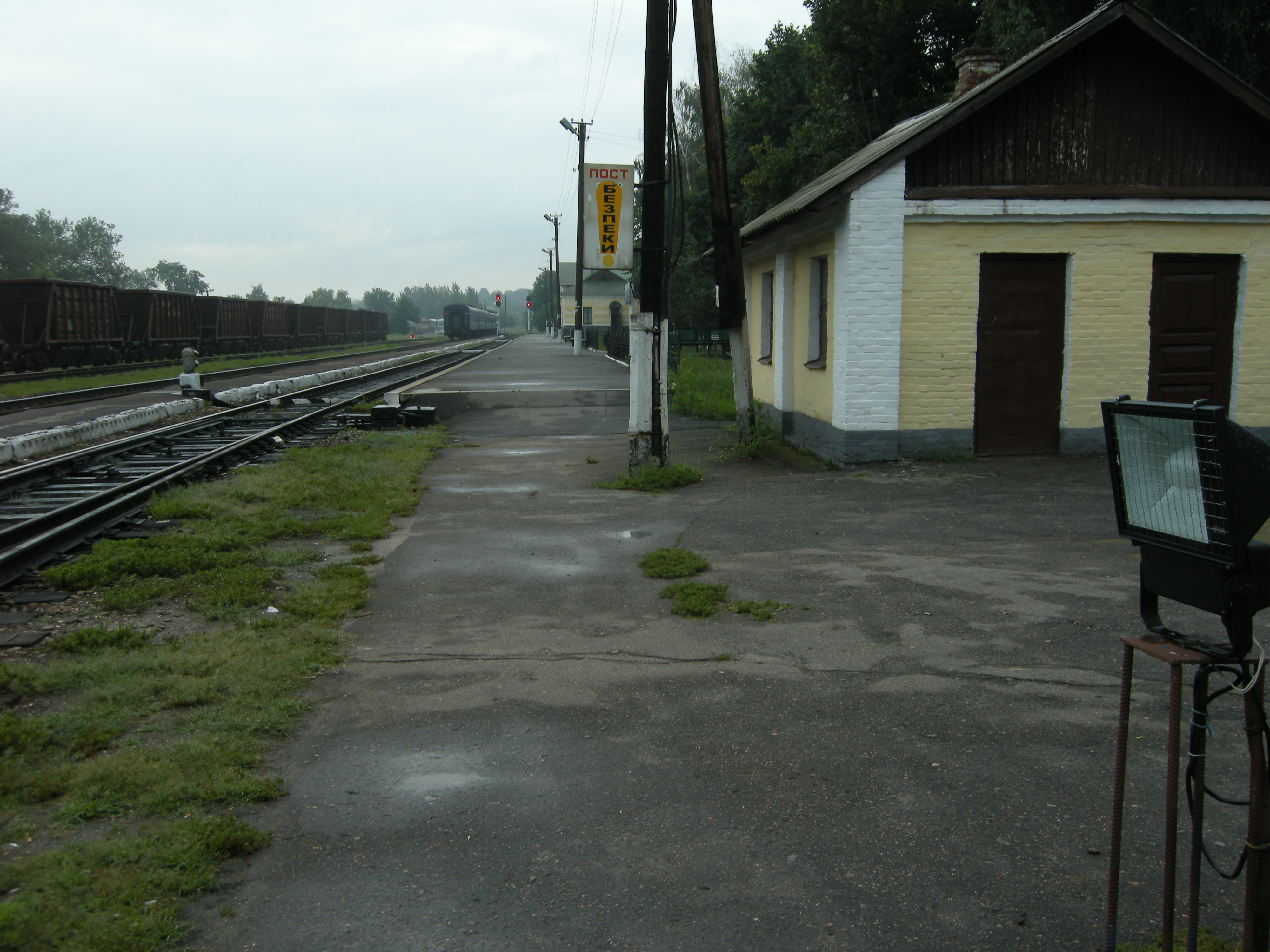
Краєвид станції Ліщинівка

У 2009 році на станції проведена модернізація колії, а 2010 року електрифікована змінним струмом (~25 кВ) в складі лінії  Полтава-Південна — Кременчук.

## Пасажирське сполучення
На станції зупиняються приміські поїзди сполученням Полтава — Кобеляки — Кременчук.
З 12 грудня 2016 року через станцію курсували через день вагони безпересадкового сполучення Ковель — Луцьк — Харків (через Рівне, Козятин I, Знам'янку, Павлиш, Кременчук, Кобеляки, Полтаву з регіональним поїздом «Дніпровські зорі».
З 22 вересня 2018 року призначався приміський електропоїзд сполученням Полтава — Золотнишине, який згодом був скасований через нерентабельність.

## Послуги
Станція Ліщинівка надає  послуги:
- прийом та видача вагонних відправок вантажів, які допускаються до зберігання на відкритих майданчиках станцій;
- продаж квитків на всі пасажирські поїзди;
- прийом та видача багажу;
- навантаження на під'їзних шляхах місцевих підприємств.